# Brezoi
Brezoi es una ciudad con estatus de oraș de Rumania en el distrito de Vâlcea.

## Geografía
Se encuentra a una altitud de 318 m s. n. m. a 214 km de la capital, Bucarest.

## Demografía
Según estimación 2012 contaba con una población de 7 218 habitantes.
| 1948 | 1956 | 1966 | 1977  | 1992  | 2002  | 2012  |
| s/d  | s/d  | s/d  | 6 907 | 7 547 | 6 859 | 7 218 |